# دلارآلات
دلارآلات (به پرتغالی: Recife Dollabarat) یک جزیره در پرتغال است که در آزور واقع شده‌است.